# Riccardia opuntiiformis
Riccardia opuntiiformis là một loài rêu trong họ Aneuraceae. Loài này được S.W. Arnell mô tả khoa học đầu tiên năm 1954.